# Architis comaina
Espèce
Architis comaina est une espèce d'araignées aranéomorphes de la famille des Pisauridae.

## Distribution
Cette espèce est endémique de la région d'Amazonas au Pérou,. Elle se rencontre dans la cordillère du Condor.

## Description
Le mâle holotype mesure 5,3 mm et la femelle paratype 4,8 mm.

## Étymologie
Son nom d'espèce lui a été donné en référence au lieu de sa découverte, le río Comaina.

## Publication originale
- Santos, 2007 : A revision of the Neotropical nursery-web spider genus Architis (Araneae: Pisauridae). Zootaxa, no 1578, p. 1-40.